# Psilotrichopsis
Psilotrichopsis là chi thực vật có hoa trong họ Amaranthaceae.